# Рамаліна
Рамаліна (Ramalina) — рід лишайників родини рамалінові (Ramalinaceae). Назва вперше опублікована 1810 року.
Рамаліна канарська занесена до Червоної книги України зі статусом «Рідкісний». Охороняється у Карадазькому природному заповіднику й на території пам'ятки природи загальнодержавного значення «Агармиський ліс».

## Галерея

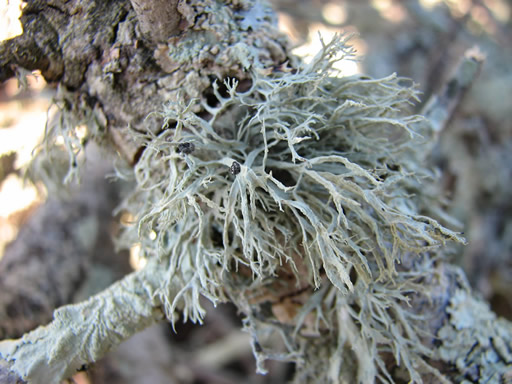
Ramalina farinacea
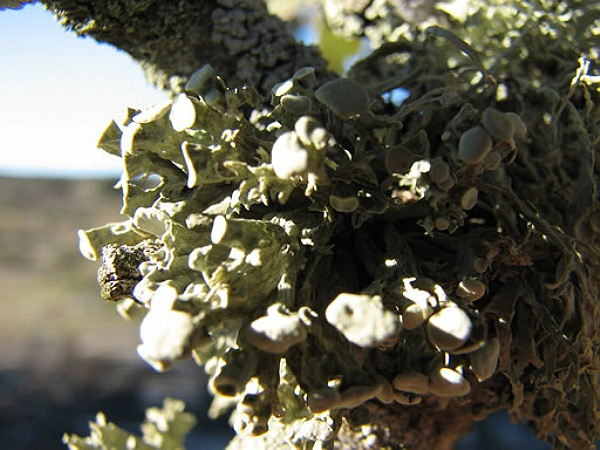
Ramalina fastigiata
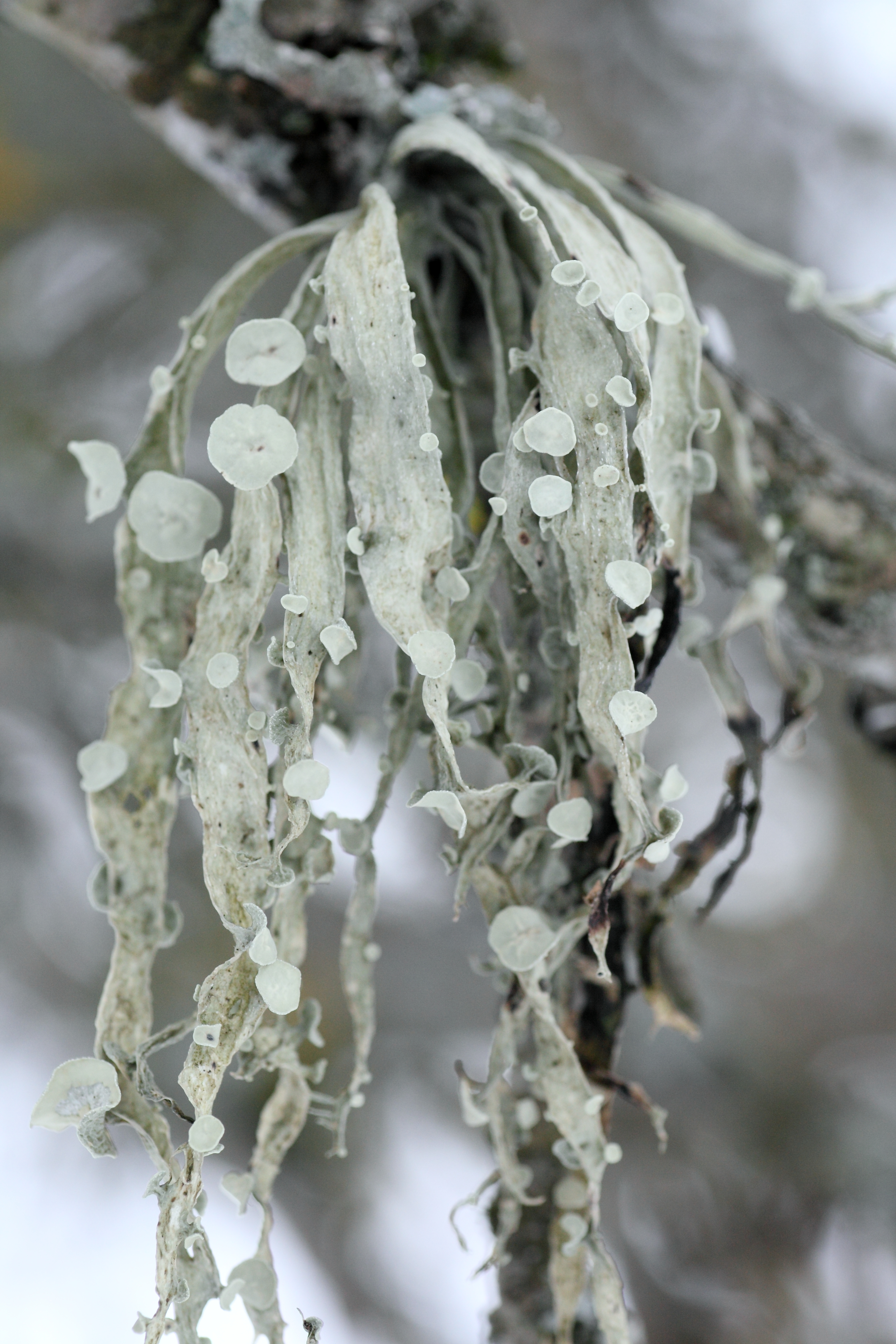
Ramalina fraxinea
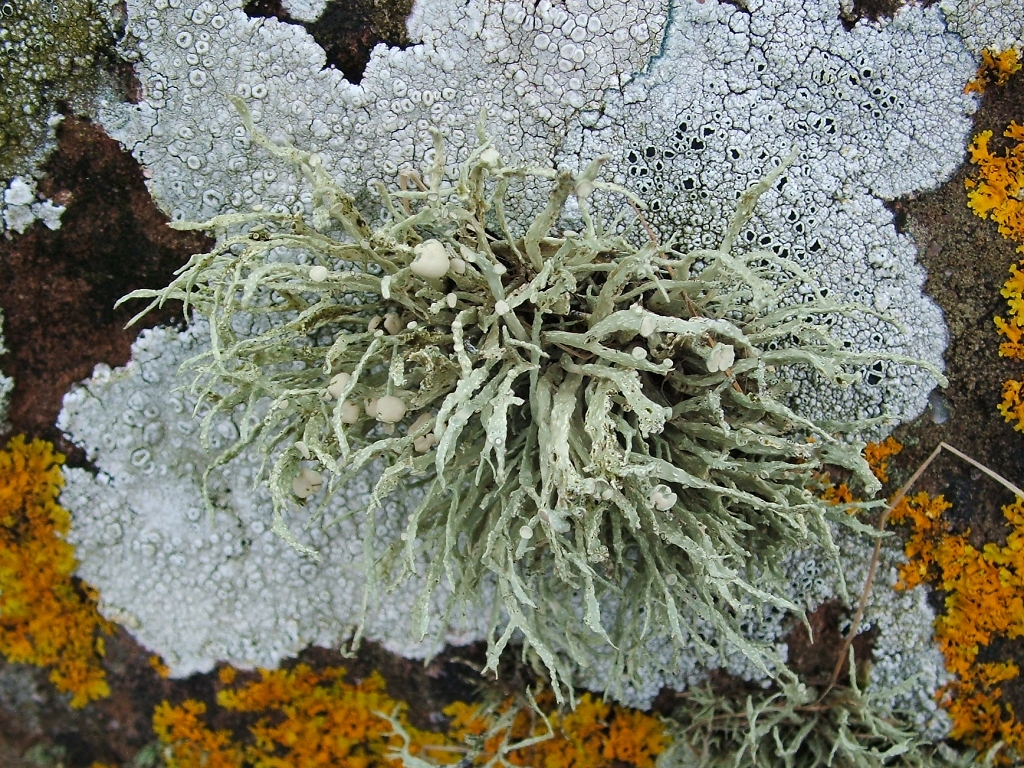
Ramalina siliquosa